# Torrent del Borrell
El Torrent del Borrell és un torrent del Vallès Occidental. Neix a la solana del Puig Gavatx i conflueix amb el Canal de Santa Agnès i d'ençà és diu riera Seca, un afluent del Ripoll. Forma part del Parc Natural de Sant Llorenç del Munt i l'Obac.

## Lloc d'interés
Poc abans de la desembocadura a la riera Seca, a la riba esquerra es troba el Pi de les Quatre Besses del Dalmau.